# Suzuki Hayabusa
Suzuki GSX1300R Hayabusa är en motorcykelmodell från  Suzuki. Modellen tog vid lanseringen 1999 titeln från Honda Blackbird som världens snabbaste serieproducerade motorcykel, med en toppfart på 307 km/h. Endast ett fåtal mindre uppdateringar har gjorts genom åren. Namnet Hayabusa kommer från det japanska ordet för pilgrimsfalk, som störtdyker med hög fart vid jakten.
För att nå hastigheter över 300 kilometer i timmen räcker det inte med mycket effekt, då luftmotståndet också innebär en stor fartbegränsande faktor. Suzuki har med vindtunneltester arbetat för att hitta en aerodynamisk form som minskar luftmotståndet.

## Tekniska data
Torrvikt: 220 kg

### Motor
- Fyrcylindrig radmotor, fyrtaktsmotor med vätskekylning på 1340 cm3 med elektroniskt insprutningssystem och trycksatt luftburk.
- Aluminiumcylindrarna är ytbehandlade med SCEM, ett keramiskt ämne som minskar friktionen och håller vikten nere.
- Effekt: 197 hästkrafter vid 9500 varv (2008, tidigare 173 hk)
- Vridmoment: 155 newtonmeter vid 7200 varv

### Transmission
- Slirkoppling och 6-växlad låda
- Kedjedrift

### Hjul
- 17 tumshjul med 190 mm brett lågprofildäck bak.

### Chassi
- Kraftig aluboxram
- 43 mm inverterad framgaffel
- Kraftig aluminiumsving

### Bromsar
- Dubbla 320 mm skivor med Nissin sexkolvsok fram och en mindre skiva med enkelt tvåkolvsok bak.